# ブラックボード〜時代と戦った教師たち〜
三夜連続スペシャルドラマ『ブラックボード〜時代と戦った教師たち〜』（ブラックボード〜じだいとたたかったきょうしたち〜）は、2012年4月5日から2012年4月7日の3夜連続でTBS系列にて放送された日本のテレビドラマ。
第一夜は21:00 - 23:13、第二夜は21:00 - 23:09、第三夜は21:00 - 23:18（いずれもJST）に放送された。

## 概要

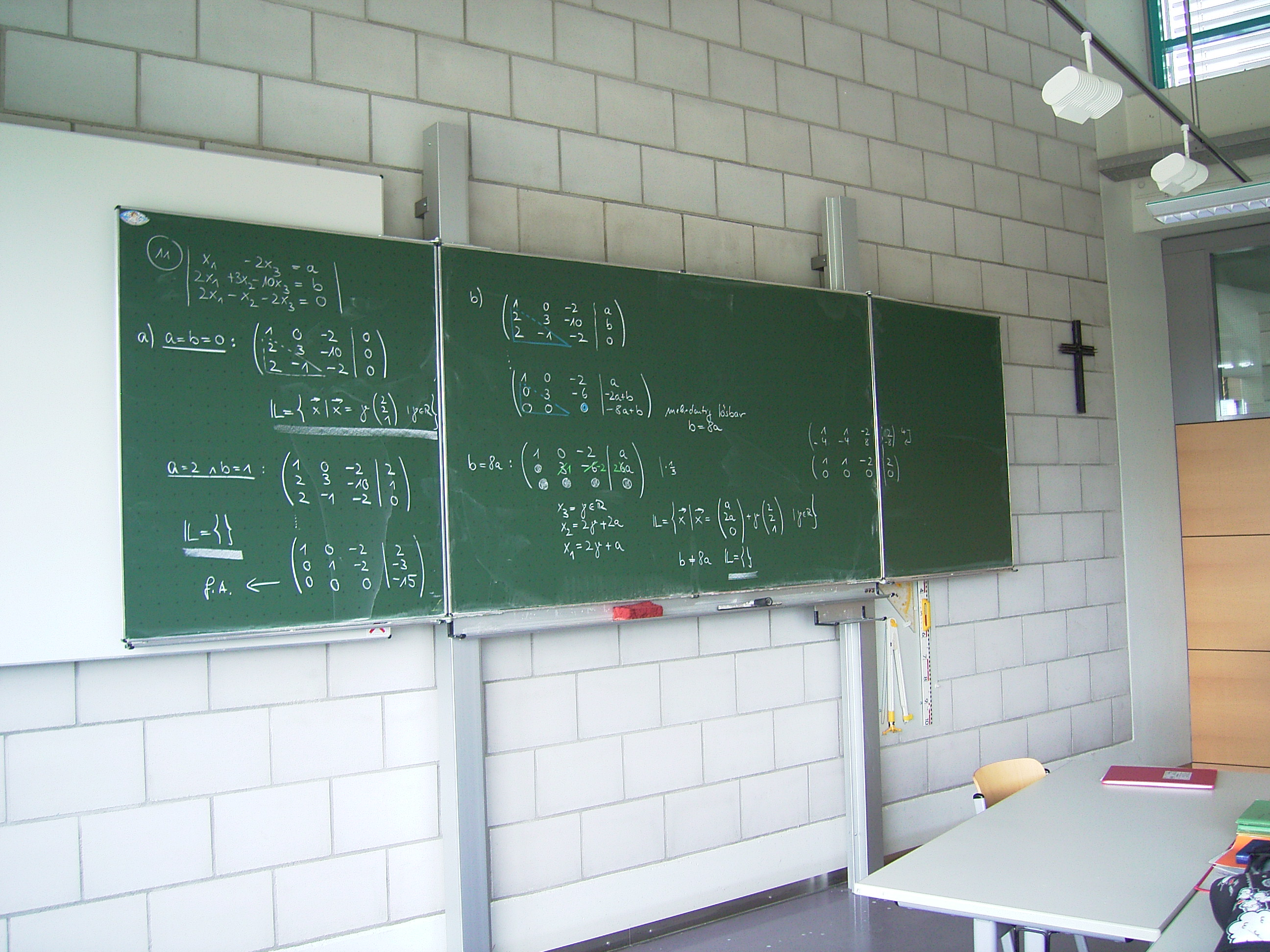
黒板（ブラックボード）

東京都大田区立都中学校という架空の中学校を舞台に、一夜毎に3つの違う時代の黒板（ブラックボード）の前に立つ教師を主人公として、それぞれの時代（終戦直後、バブル経済期、2011年現在の日本）に起こっている教育の諸問題を扱う教育ドラマ。
話を繋いでいくために、一夜毎に重要な人物が存在しており、第1夜の後藤明 13歳はその後第2夜で50歳の主人公の教師となり、第2夜の横手涼子 25歳は第3夜で58歳の校長として登場するといったエピソードが前回の最後から描かれるという仕掛けがなされている。
第一夜の蒲田駅などは、緑山スタジオ・シティに「2時間の単発ドラマ3本分の制作費」をかけた約600坪のオープンセットを作成して撮影された。
2012年、東京ドラマアウォード2012では、作品賞（単発ドラマ）優秀賞を受賞した。

## ストーリー
大田区立都中学校（戦前は蒲田第1国民学校で戦後に改称された）がこの物語の主な舞台。
第一夜
軍国主義「未来」
時は、第二次世界大戦終戦直後の1947年が舞台。1944年 - 1947年 戦前 - 戦中の国民学校令から戦後、GHQの占領下で民主化が進み、学校教育年数は、6･3･3・4制へと学校制度が変遷していく。
戦地から復員した大田区立都中学校の教師白濱正平（演：櫻井翔）は、戦前生徒たちに日本は戦争に勝つ事でしか「未來」はないと教え、教え子たちを戦場へ送り込んだ。自身も出征し、戦場で右手を失って終戦を迎える。
終戦後、アメリカに敗北した日本での教育は様変わりする。白濱は戦争のために学友たちと死別し、心身に傷を負ったかつての教え子たちに責められる。白濱は自殺を図ろうとするまで思い悩むが、自身の罪と向き合うために再度同窓会を開く。
白濱は同窓会の席で、戦場で教え子たちと年の変わらない敵兵を命乞いされたにもかかわらず殺したこと、それによる罪の意識に苛まれていたことなどを話し、生徒たちを戦争に向かわせた自分の教育は間違いであったとした。そして、教職を退くことよりも、自分の無様な姿をさらして教壇に立ち続けることこそ贖罪であるといい、生徒たちに新しい教育を授けることを誓った。白濱はその後戦地での傷が元で35歳で亡くなり、彼を尊敬していた教え子の後藤明は成人ののち教師となる。
第二夜　
校内暴力「生きろ」
1980年、正平の教え子の後藤明（演：佐藤浩市）は、教師となり母校の都中学校に赴任した。校内暴力が多発していた時代。
学校一の問題児・古沢ゆかり（演：志田未来）と後藤の関係を描く。
終戦から30数年が過ぎ、安定成長期の中で家庭環境の格差や受験戦争の激化により、学校内における器物破損や暴力行為が多発し社会問題へと発展していく。
第三夜
学級崩壊「夢」
2012年、英語教師の滝沢桃子（演：松下奈緒）は、学級崩壊状態の都中学校に頭を悩ませていた。黒板に書く「my dream.」の言葉も虚しく響く。
桃子は転入生の大宮正樹（演：神木隆之介）と不適切な関係を結んだと批判される。そんな桃子は生徒に「夢」をどう語るのか。
1980年 - 1990年代のバブル崩壊から端を発した不況の中、家庭教育や年収の差による学力格差や平等な教育を望む理不尽な親の要求などが突出し、生徒らの学ぶという意欲が削がれ学級崩壊が始まっていく。現代の教育の問題を問う。

## ブラックボード 〜時代と戦った教師たち〜 第一夜

### キャスト

#### 蒲田第一国民学校
白濱 正平 (27 - 30)
演 - 櫻井翔（嵐）
国民学校高等科2年3組、都中学校1年3組担任。戦中は国史、戦後は社会科を教えている。
1943年度の卒業式を終えずに召集令状(赤紙)が下り、ミンダナオ島で米軍の爆撃に遭い、右手を失う。
復員後再び教職に就くが、戦後180度変わってしまった日本の教育方針に戸惑い苦悩する。しかし、革命運動に身を投じたかつての教え子を助けた際に戦地で覚えた敵性語(英語)を話したことで戦中の教育を反省し、戦中の教育を施した生徒たちに謝罪、その後はアメリカの教育制度を基にした日本の新しい教育を生徒たちに教える。
市原 孝美 (24)
演 - 大島優子（当時AKB48）
都中学校1年4組担任。担当科目は英語。「アメリカは強い国であり、日本は負けを認めなければならない」という考えを持ち、世界へ通用する人間を育てるため英語を学び、教師を志す。
英語を学んだ本当の理由があり、国民学校の教え子たちへ最後の授業を決心した白濱に想いを打ち明ける。
馬場 武文 (14 - 17)
演 - 中村蒼
高等科2年3組。戦時中から国民精神総動員の政策に否定的で、国家のため自己を犠牲にする思想は間違っていると考えている。戦後は革命運動へ身を投じ、米軍に捕えられそうになったところを白濱に助けられる。
松村 秀雄 (14 - 17)
演 - 菅田将暉
高等科2年3組。実直な性格で最悪な状況に置かれていても白濱を恨むこともなく慕っている。
菅原 一 (14 - 17)
演 - 太賀
高等科2年3組。大日本帝国海軍の回天に志願するが、戦地に赴く前に終戦を迎えてしまう。そのことや戦争が終わっても多くの悲惨な現状を経験したことで心的外傷後ストレス障害に陥る。
山本 実 (14 - 17)
演 - 永本佳以
高等科2年3組。家族を生かし戦争から守りたいと考え、大日本帝国陸軍少年兵に志願し、戦地で視力を失う。
二階堂 幹夫 (14 - 17)
演 - 泉澤祐希
高等科2年3組。電気屋の息子。戦後、連合国軍占領下の恩恵を受け商売が軌道に乗り羽振りが良くなる。
磯部 弘昌 (14 - 17)
演 - 野村周平
高等科2年3組。足が悪く、戦場に行くことはなかった。音楽好きで戦後はジャズ奏者として生計を立てる。
横田 進 (14)
演 - 北村将清
高等科2年3組。野球選手という夢があったが、海軍飛行予科練習生に志願し志半ばに戦死する。
横田 和恵 (16)
演 - 森迫永依
進の妹。戦争で家族を失い天涯孤独の身となる。生きていくため街角に立ち、米軍相手にパンパンをしてその日を暮らしている。
後藤 明 (13)
演 - 今井悠貴
都中学校1年3組。戦災孤児、東京大空襲で両親を失う。藤安鉄工の仕事で屑鉄を回収しているとき、白濱と出会う。当初は周りに反抗ばかりしていたが、白濱と出会い、徐々に変わっていく。中学卒業後は後は鉄工所で稼いだ金で夜間大学に進学し、教師となる。1980年には母校である都中学に教員として赴任する。
澤田 一成
演 - 徳永淳
都中学校1年1組担任。担当科目は数学 。
野村 美佐江
演 - 吉本菜穂子
都中学校1年6組担任。担当科目は国語。
森本 晋 (53)
演 - 渡辺いっけい
都中学校教頭。
塩田 明憲 (58)
演 - 北大路欣也
都中学校校長。戦争で息子を亡くす。戦地で戦った者でしか子供たちに教えられないこともあると白濱に復職を依頼する。

#### 白濱家
白濱 久子 (35) - 宮沢りえ
正平の義姉。夫を戦地で亡くし、身寄りがなく白濱家で世話になっている。肩身の狭い思いをしているが息子のため、気丈に振る舞う。中盤で新潟の米農家へ嫁ぐことになる。
白濱 まさ (55) - 名取裕子
正平の母親。息子や他人に厳しく当たることもせず、良い方向へと歩めるよう導いていく。
高原 静子 (26) - 安藤サクラ
正平の妹。男手の足らない白濱家を支えるため、米軍相手にナイトクラブ「HANEDA Mena」で給仕として働いている。また、外で働かず家にとどまっている久子のことを邪魔者扱いする。
白濱 隆 (6) - 鈴木福
久子の息子。
高原 逸子 - 小林星蘭
静子の娘。

#### その他
安藤 清六 (45) - 千原せいじ（千原兄弟）
安藤鉄工経営者。身寄りがない戦災孤児を安価で雇い悪条件で働かせている。
復員兵 - 恵俊彰（ホンジャマカ）
1947年春、復員する汽車の中で白濱と出会う。

## ブラックボード 〜時代と戦った教師たち〜 第二夜

### キャスト

#### 大田区立都中学校
後藤 明 (50)
演 - 佐藤浩市（13歳：今井悠貴）
3年5組担任。担当科目は理科。東京都大島の中学校で産休代替教員として赴任していた。北区並川十一中学での体罰が原因で大島の中学校に異動させられたらしい。
浪川十一中学校の問題行動を鎮静化させた実績を見込まれ、都中学校に転任してくる。生徒たちの教育には体罰も辞さない姿勢をとっている。自分の息子にも同様に接していたが、それが原因で息子が事件を起こしたことで、今まで家族を放ったらかしにしていたことを反省し、息子と向き合うことを決める。
横手 涼子 (25)
演 - 貫地谷しほり
3年4組担任。担当科目は英語。物事を理屈で考え本質を見極めてから行動する。後藤の教育理論を考える中で自分にはない部分を感じ、影響されていく。2011年度には都中学の校長を務めている。
古沢 ゆかり (15)
演 - 志田未来
3年5組。クラス一の問題児とされている。制服のスカートを長くし、濃い化粧と染毛、パーマヘアという1980年代に典型的なスケバンの外見の女子生徒。兄との格差に悩み葛藤し、やがてはその感情が抑えられなくなり問題行動へとエスカレートしていた。前任の担任・石井を階段から突き落としたことで30日の出席停止処分を受けていたが、処分が解け学校に登校して早々に授業を妨害し、教室の黒板にスプレーで「死ネ」と書く。やがて後藤に感化され、その落書きを自ら消そうとしたことが思わぬ事態を生む。
朝倉 茂樹 (15)
演 - 染谷将太
3年5組。ゆかりを信じ大切に想っているが、このままの関係は長く持たず、将来を真剣に考えなければならない時期が来ると思っている。
下田 達郎 (15)
演 - 井之脇海
3年5組。ゆかりの不良仲間。
竹宮
演 - 碓井将大
田淵
演 - 中島広稀
上記2名はゆかりの不良仲間。
今中 弘 (15)
演 - 藤原薫
3年5組。学級委員長。
小野寺 明人 (15)
演 - 広田亮平
3年5組。お調子者。
福田 示現 (15)
演 - 荒木次元
3年5組。真面目。
山本 光江 (15)
演 - 高月彩良
3年5組。早苗と仲が良いおとなしい女の子。
川上 早苗 (15)
演 - 工藤綾乃
3年5組。ゆかりの隣の席に座り、担任が替わってから彼女に変化が現れるのを間近で感じる。
一之瀬 ひかり (15)
演 - 柴田千寛（ジャニーズJr.）
3年5組。オシャレ番長。
福原 繁 (42)
演 - 田中哲司
3年1組担任、3学年主任。担当科目は社会。体罰には絶対的に反対しており、後藤の教育方針に反発する。
松本 継男 (36)
演 - 加藤虎ノ介
3年2組担任。担当科目は美術。一見、いい加減に見えるが芯は強い。
中村 三男 (29)
演 - 笠原秀幸
3年3組担任。担当科目は数学。特に芯となる教育の考えがなく常に無気力である。
石和 秀太郎 (44)
演 - 田窪一世
2学年主任。担当科目は社会。
宇佐美 牧子 (51)
演 - ふせえり
1学年主任。担当科目は国語。
榊 玲子 (53)
演 - 浅田美代子
教頭。児童生徒の問題行動が立て続けに起き、精神的に疲弊していく。
野上 悦男 (57)
演 - 前田吟
校長。都中学校をこれからも存続させるため、痛みを伴う改革と知りながらも受け入れ後藤に未来を託す。
3年5組生徒
| - 荒木次元 - 井之脇海 - 大石悠馬 - 柴崎一輝 - 柴田千寛 - 杉山賢 - 染谷将太 - 高畑綾人 - 田村健馬 - 東郷雅広 - 広田亮平 - 藤原薫 - 三澤康平 - 目黒皓嗣 - 結木滉星 - 横田剛基 - 若井佳介 - 渡部駿太 | - 朝倉日菜 - 飯田杏実 - 犬飼美奈 - 加藤花奈 - 鎌田春菜 - 木村彩花 - 工藤綾乃 - 倉持聖菜 - 志田未来 - 高尾麻里 - 高月彩良 - 田口枝美 - 田中茉里愛 - 田中茉莉香 - 土井ゆうみ - 浜田美優 - 若山茉由 |

#### 後藤家
後藤 のり子 (39)
演 - 木村多江
後藤の妻。夫が単身赴任の間も家族を支えてきたが、生徒ばかりを気にかけ自分の息子を顧みない夫に反発する。
後藤 新一 (16)
演 - 林遣都
後藤の一人息子。有名都立の進学校に入学したが、暴力教師として世間で騒がれている父親を受け入れることが出来ず悩んでいる。学校をさぼるなどの問題行動に走り、ついには万引きを犯して警察官にケガを負わせてしまう。

#### 古沢家
古沢 三郎 (43)
演 - 山口智充
ゆかりの父。夫婦で中華料理店「鈴華」を営む。自分が中学しか出ていないため、息子にはどんなに費用が掛かっても東大へ入学させてやりたいと思っている。
古沢 美恵子 (45)
演 - 伊藤かずえ
ゆかりの母。出来の良い兄とゆかりをいつしか比べるようになり、親子の間には溝ができている。
古沢 実 (16)
演 - 宇治清高
ゆかりの兄。有名進学校に入学し、東京大学を受験出来る実力を持っている。両親の十分な愛情で育てられてきた。ゆかりを馬鹿にしている。

#### その他
君原 勇次
演 - 遠藤雄弥
ゆかりの彼氏。ゆかりを悪の道へと引きずり込む。
安田 辰夫
演 - 松重豊
所轄少年課刑事。北区浪川十一中学校校内暴力事件で後藤と相対する。

## ブラックボード 〜時代と戦った教師たち〜 第三夜

### キャスト

#### 大田区立都中学校
滝沢 桃子 (28)
演 - 松下奈緒（6歳：庵原涼香）
3年2組担任。担当科目は英語。みどり小学校に通っていた頃、1年3組担任の教えが深く心に刻まれ教師の道へ進む切っ掛けになる。
今までに経験したことのない生徒を受け持ち、泣き虫だった性格を捨て強い心を持ち教育指導に当たる。大宮正樹に勉強を教えていた際に不安を訴えた彼を抱きしめた場面を自宅に侵入した広河まなみに写真に撮られてしまう。さらにその写真が学校の掲示板に投稿されたことで淫行教師の烙印を押され、青少年保護育成条例違反で逮捕されてしまう。その後も自分の信念を貫き通し、裁判で正樹や広河まなみが真実を話したことで潔白が証明される。
大宮 正樹 (15)
演 - 神木隆之介
3年2組。他校から転校してきた生徒。明確な理由もなく教師に反抗的な態度を取り、周りの生徒が感化され助長していき学級崩壊に繋がる。
意味もない授業妨害だと思われていたが言葉の中にあるメッセージが含まれていた。実は小学生レベルの簡単な漢字が読めず、計算ができないという悩みを持っている。そのことを指摘されると激怒するが、滝沢の指導で徐々に勉強ができるようになっていく。母親からは育児放棄をされている為、自身に献身的に接してくれる彼女に本当の想いを打ち明け、自身を抱きしめてもらうが、彼女の自宅に侵入した広河まなみに写真を撮られてしまう。それが原因で彼女が逮捕されてしまい、自暴自棄になるが、裁判で真実を打ち明ける。横手によるとその後運送会社への就職が決まり、熊谷の指導で夜間高校に入る勉強をしているとのこと。
広河 まなみ (15)
演 - 松井珠理奈（SKE48）
3年2組学級委員長。裕福な家庭で育った優等生。自分の感情を出すのが苦手で母親との関係、恋愛、受験などのストレスが膨張し徐々に悪い方向へと進んでいく。滝沢の自宅に忍び込み、彼女と正樹が抱き合っている様子を写真に撮り、学校の掲示板に投稿する。彼女が逮捕されたことで改心し、裁判で正樹が真実を話したことで自身も泣きながら本当のことを告白する。
弓岡 健司 (15)
演 - 中川大志
3年2組。明るいお調子者。サッカーが得意。高校進学後は、全国高校サッカーの舞台である国立競技場でプレーすることを目指している。
桧山 綾香 (15)
演 - 小島藤子
3年2組。物怖じせず積極的に発言する女の子。お洒落が大好き。
江川 理恵 (15)
演 - 山谷花純
3年2組。綾香と仲良しで常に行動を共にしている。
熊谷 将太 (25)
演 - 加藤シゲアキ（NEWS）
3年2組副担任。担当科目は数学。現在置かれている教育現状に満足し、問題は先送りにし保護者と良い関係を保つよう努める。滝沢の熱い教育指導を見て心に変化が現れる。
倉上 源太
演 - 長谷川朝晴
担当科目は社会。
重浦 佳世子 (38)
演 - 加藤貴子
担当科目は国語。
吉永 孝彦
演 - 寺中寿之
担当科目は保健体育。
柳瀬 一豊 (52)
演 - 金田明夫
副校長。時代と共に学校教育も変わり、その時代に合った指導法を取り入れなければならないと主張する。
横手 涼子 (58)
演 - 倍賞美津子（25歳：貫地谷しほり）
校長。3年2組に学級崩壊が起きたとき、滝沢に休職を勧める。だが、滝沢の熱い教育の想いを汲み取り、条件付きで担任続行を許可する。

#### 保護者
大宮 今日子 (45)
演 - 戸田恵子
正樹、由希の母親。サプリメントの販売で生計を立て、女手一つで子供を育てているが食事をまともに与えず育児放棄している。滝沢が逮捕されたことで、マスコミに彼女の悪い噂を流し、報酬を受け取っていた。
大宮 由希 (5)
演 - 谷花音
正樹の妹。高熱で倒れた時、滝沢に助けてもらう。今日子の発言から、正樹とは父親が違う模様。
広河 厚子 (44)
演 - 麻生祐未
まなみの母親。娘に不利益なことが起きると、学校に怒鳴り込むモンスターペアレント。まなみを溺愛し、過度な束縛・干渉を行う教育ママ。娘の異変に気付かないでいる。
桧山 寛子 (44)
演 - 伴美奈子
綾香の母親。クラスで問題が起きると厚子に同調し学校側へ抗議する。
江川 千恵子 (41)
演 - 久保田磨希
理恵の母親。厚子らと行動を共にする。

#### その他
滝沢 圭子 (52)
演 - 原田美枝子
桃子の母親。桃子を未婚で身ごもった時、父親側は大学生で相手に産むという選択肢がなく、自殺まで考えたが娘のことを想うと死ねなかった。その後シングルマザーとして桃子を産み育てた。
娘が窮地に立たされた時、現在生きているのは桃子が居たからだと告白し、命の恩人だと励ます。
秋葉 聡 (45)
演 - 宇梶剛士
スーパーマーケット店長。圭子と年が離れた婚約者。
黒木 匡
演 - 上川隆也
弁護士。冤罪事件は早急に解決しなければならない事案だと正義の心を持ち合わせている。

## スタッフ
- 脚本 - 井上由美子
- 音楽 - 池頼広
- テーマソング - 平原綾香「BLESSING 祝福」「いつも いつも」（ドリーミュージック）
- ナレーション - 遠藤憲一
- 時代考証 - 天野隆子（第1夜）
- 軍事考証 - 大東信祐（第1夜）
- 硬筆指導 - 金敷駸房（第1夜）
- 司法監修 - 菅弘一（第3夜）
- 医療指導 - 中澤暁雄（第3夜）
- バンド演奏 - 平山満、道脇直樹、田嶋真佐雄、中谷啓之（第1夜）
- CG - 中村淳
- タイトルCG - 井田久美子
- プロデュース補 - 大河原美奈
- プロデュース - 植田博樹、今井夏木、正木敦、真木明、瀬戸口克陽、那須田淳
- キャスティングプロデュース - 瀬戸口克陽、十二竜也、渡辺信也、加藤新、伊與田英徳
- 演出補 - 高津泰行（第1 - 3夜） / 森嶋正也、佐々木桃子（第1 - 2夜） / 上野かおる（第1・3夜） / 宮崎真佐子（第2 - 3夜） / 勝野逸未（第1夜） / 竹村謙太郎、田中章一（第2夜） / 木村修、鈴木博之（第3夜）
- 演出 - 平野俊一（第1 - 2夜） / 今井夏木（第3夜）
- 製作 - TBS

## サブタイトル
| 話数                                               | 放送日       | サブタイトル       | 演出     | 視聴率 |
| -------------------------------------------------- | ------------ | ------------------ | -------- | ------ |
| 第一夜                                             | 2012年4月5日 | 軍国主義［未来］   | 平野俊一 | 11.0%  |
| 第二夜                                             | 2012年4月6日 | 校内暴力［生きろ］ | 平野俊一 | 11.3%  |
| 第三夜                                             | 2012年4月7日 | 学級崩壊［夢］     | 今井夏木 | 9.1%   |
| （平均視聴率10.46%関東地区・ビデオリサーチ社調べ） |              |                    |          |        |

## 受賞
- 東京ドラマアウォード2012[3]
  - 作品賞＜単発ドラマ部門＞ 優秀賞